# Marcus Adam
Marcus Adam (né le 28 février 1968 à Londres) est un athlète britannique, spécialiste du 200 m et du relais 4 × 100 m.
Son meilleur temps est de 20 s 41 et il a remporté les Jeux du Commonwealth en 1990 ainsi que des médailles d'or et d'argent sur le relais. Il détient aussi le record britannique du 4 × 200 m. Il a participé aux Jeux olympiques de 1992, puis à ceux de 2002 à Salt Lake City, pour le bobsleigh.